# Premi e riconoscimenti di Rachel Brosnahan

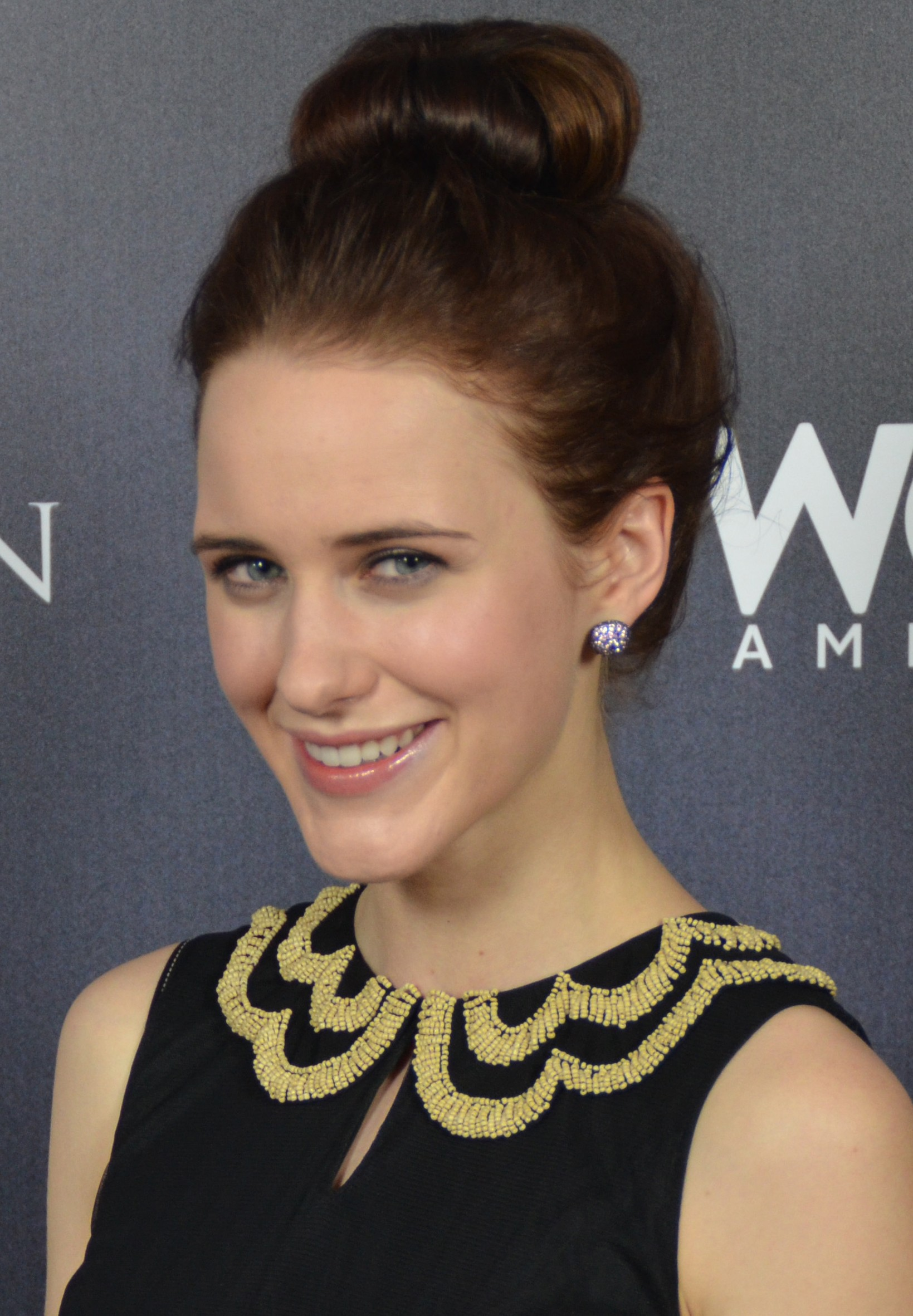
Rachel Brosnahan nel 2014.

Di seguito la lista dei vari premi e riconoscimenti ottenuti da Rachel Brosnahan, attrice statunitense.

## Premi televisivi
- Golden Globe
  - 2018 – Miglior attrice in una serie commedia o musicale per La fantastica signora Maisel[1]
  - 2019 – Miglior attrice in una serie commedia o musicale per La fantastica signora Maisel[2]
  - 2020 – Candidatura alla miglior attrice in una serie commedia o musicale per La fantastica signora Maisel[3]
  - 2024 – Candidatura alla miglior attrice in una serie commedia o musicale per La fantastica signora Maisel[4]
- Astra TV Awards
  - 2024 – Miglior attrice in una serie in streaming, commedia per La fantastica signora Maisel[5]
- Blogos de Oro
  - 2019 – Candidatura alla miglior attrice in una serie per La fantastica signora Maisel[6]
- Critics' Choice Awards
  - 2018 – Miglior attrice in una serie commedia per La fantastica signora Maisel[7]
  - 2019 – Miglior attrice in una serie commedia per La fantastica signora Maisel[8]
  - 2020 – Candidatura alla miglior attrice in una serie commedia per La fantastica signora Maisel[9]
  - 2024 – Candidatura alla miglior attrice in una serie commedia per La fantastica signora Maisel[10]
- Dorian Awards
  - 2019 – Candidatura come Performance televisiva dell'anno – Attrice per La fantastica signora Maisel[11][12]
- Emmy Award
  - 2015 – Candidatura alla miglior attrice guest in una serie drammatica per House of Cards - Gli intrighi del potere[13]
  - 2018 – Miglior attrice protagonista in una serie commedia per La fantastica signora Maisel[14]
  - 2019 – Candidatura alla miglior attrice protagonista in una serie commedia per La fantastica signora Maisel[15]
  - 2020 – Candidatura alla miglior attrice protagonista in una serie commedia per La fantastica signora Maisel[16]
  - 2022 – Candidatura alla miglior attrice protagonista in una serie commedia per La fantastica signora Maisel[17]
  - 2024 – Candidatura alla miglior attrice protagonista in una serie commedia per La fantastica signora Maisel[18]
- Hollywood Critics Association TV Awards
  - 2022 – Candidatura come Miglior attrice in una serie in streaming, commedia per La fantastica signora Maisel[19]
- Satellite Awards
  - 2024 – Candidatura come Miglior attrice – Serie televisiva musicale o comica per La fantastica signora Maisel[20]
- Screen Actors Guild Award
  - 2015 – Candidatura al miglior cast in una serie commedia per House of Cards - Gli intrighi del potere[21]
  - 2019 – Miglior attrice in una serie commedia per La fantastica signora Maisel[22]
  - 2019 – Miglior cast in una serie commedia per La fantastica signora Maisel[22]
  - 2020 – Candidatura alla miglior attrice in una serie commedia per La fantastica signora Maisel[23]
  - 2020 – Miglior cast in una serie commedia per La fantastica signora Maisel[23]
  - 2023 – Candidatura alla miglior attrice in una serie commedia per La fantastica signora Maisel[24]
  - 2024 – Candidatura alla miglior attrice in una serie commedia per La fantastica signora Maisel[25]
- Television Critics Association Awards
  - 2018 – Risultati individuali nella commedia per La fantastica signora Maisel[26]

## Premi teatrali
- Drama League Award
  - 2023 – Candidatura come miglior performance per The Sign in Sidney Brustein's Window[27]